# Kovači (Plužine)
Pour les articles homonymes, voir Kovači.
Kovači (en serbe cyrillique : Ковачи) est un village de l'ouest du Monténégro, dans la municipalité de Plužine.

## Démographie

### Évolution historique de la population
| 1948 | 1953 | 1961 | 1971 | 1981 | 1991 | 2003 |
| ---- | ---- | ---- | ---- | ---- | ---- | ---- |
| 127  | 147  | 144  | 122  | 99   | 93   | 61   |